# Čenkovo
Čenkovo is een plaats in de gemeente Levanjska Varoš in de Kroatische provincie Osijek-Baranja. De plaats telt 2 inwoners (2001).